# Botryobasidium stigmatisporum
Botryobasidium stigmatisporum är en svampart som beskrevs av Boidin & Gilles 1988. Botryobasidium stigmatisporum ingår i släktet Botryobasidium och familjen Botryobasidiaceae.   Inga underarter finns listade i Catalogue of Life.